# Grand-Remous
Grand-Remous är en kommun i provinsen Québec i Kanada. Den ligger i regionen Outaouais, i den sydöstra delen av landet, 130 km norr om huvudstaden Ottawa. Antalet invånare var 1 159 vid folkräkningen 2021. Landarean är 352 kvadratkilometer.